# Аліха-дель-Інфантадо
Аліха-дель-Інфантадо (ісп. Alija del Infantado) — муніципалітет в Іспанії, у складі автономної спільноти Кастилія-і-Леон, у провінції Леон. Населення — 843 особи (2010).
Муніципалітет розташований на відстані близько 260 км на північний захід від Мадрида, 55 км на південний захід від Леона.
На території муніципалітету розташовані такі населені пункти: (дані про населення за 2010 рік)
- Аліха-дель-Інфантадо: 605 осіб
- Навіанос-де-ла-Вега: 138 осіб
- Ла-Нора-дель-Ріо: 100 осіб

## Демографія
Динаміка населення (INE ):

## Галерея зображень

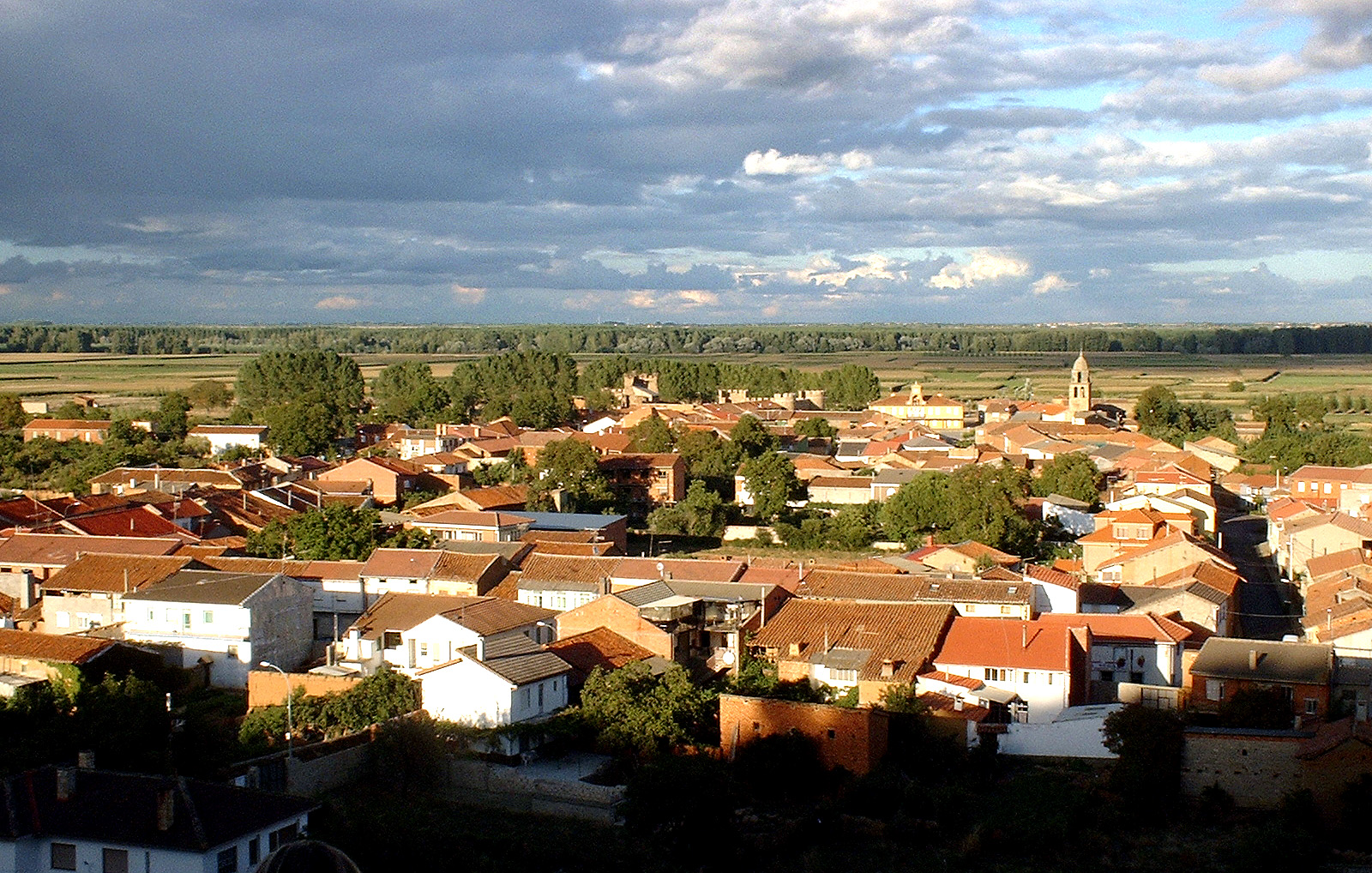
Панорама
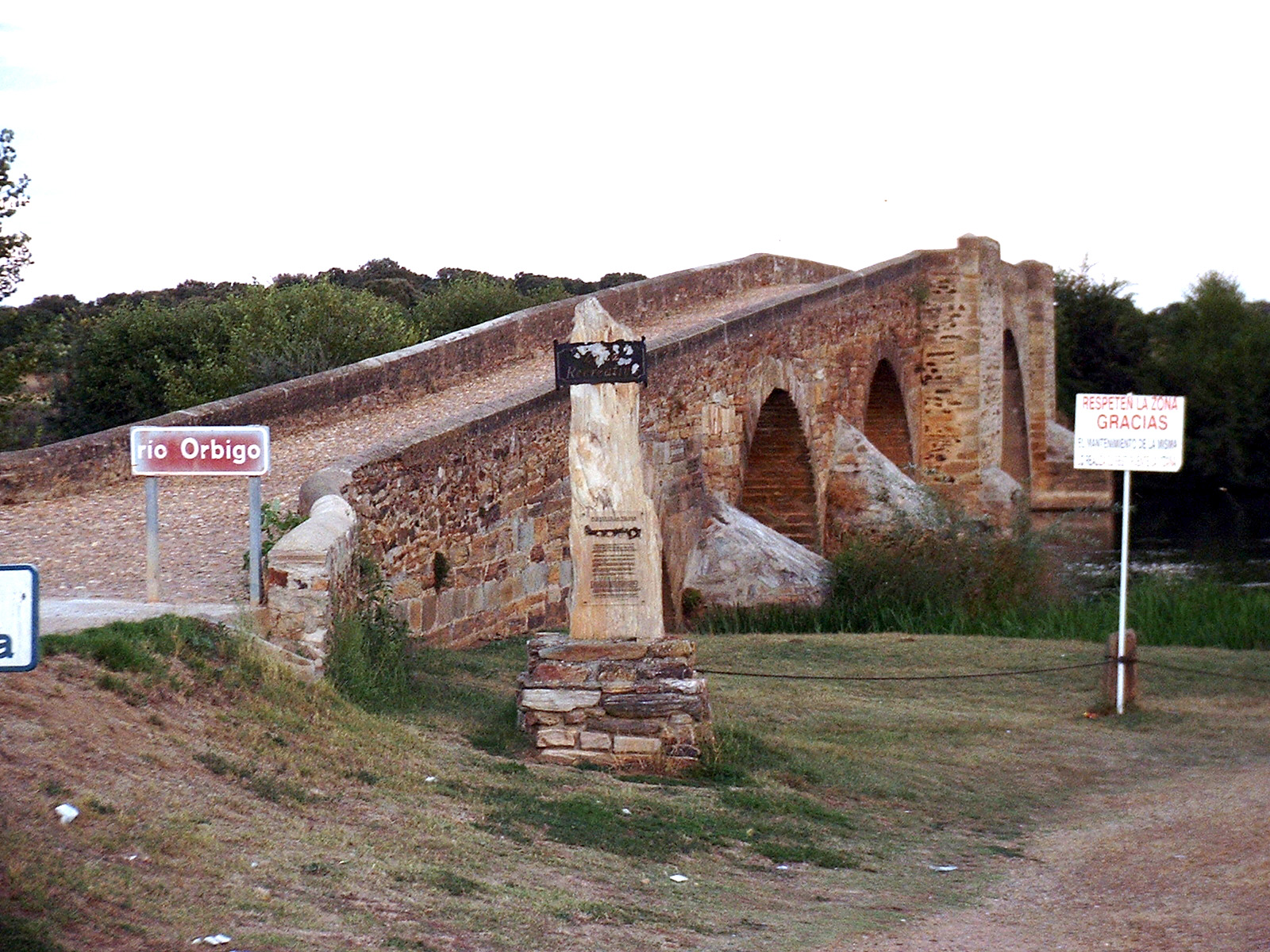
Міст через річку Орбіго
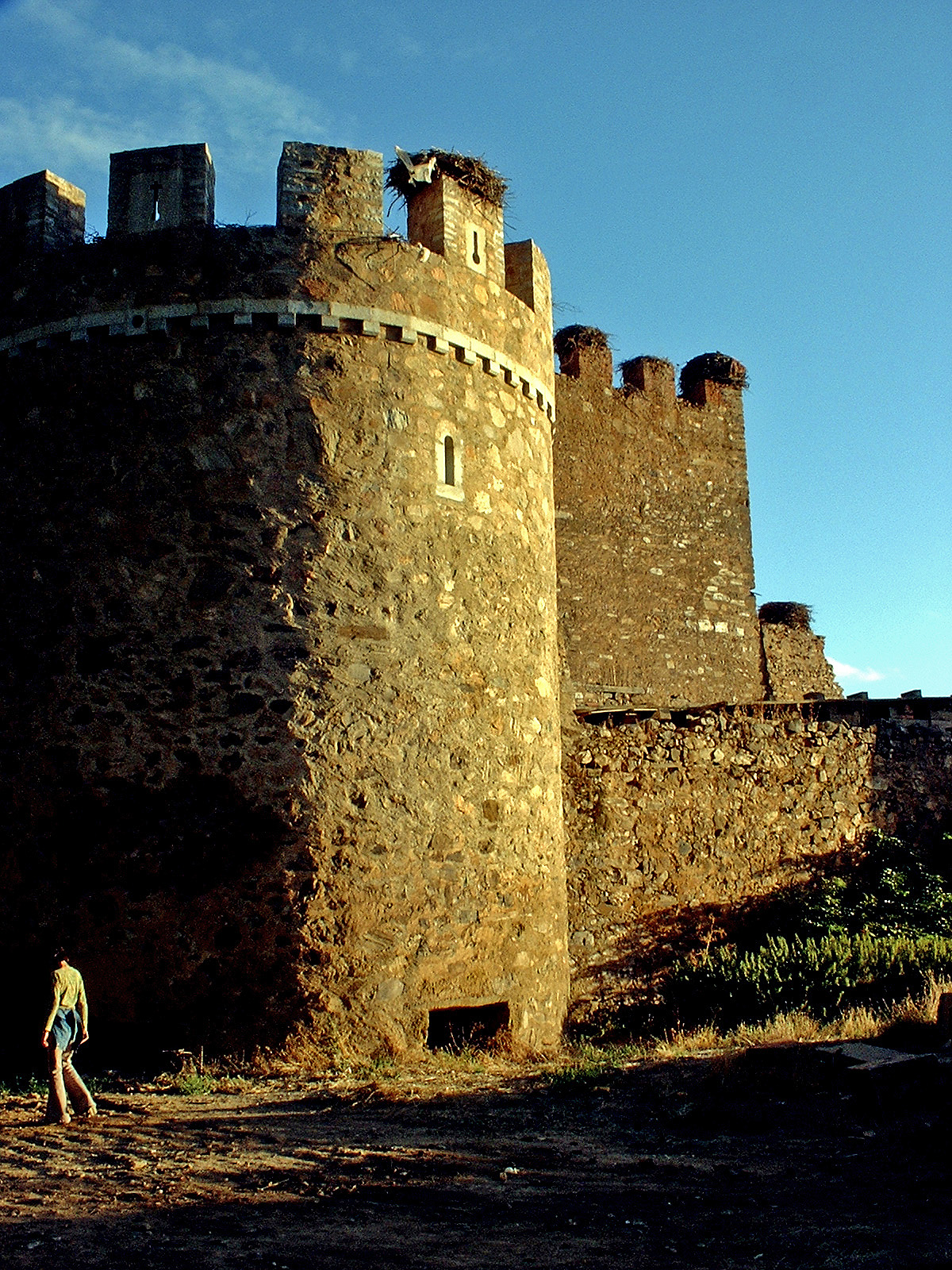
Замок Аліха-дель-Інфантадо